# Мостовка (приток Адуя)
Мосто́вка — река в Свердловской области России. Протекает по городскому округу Верхняя Пышма и Режевскому муниципальному округу. Устье реки находится в 14 км по левому берегу реки Адуй. Длина реки Мостовки составляет 20 км.

## Населённые пункты
На реке Мостовке расположены два населённых пункта:
- деревня Мостовка (в верхнем течении),
- посёлок Каменные Ключи (в нижнем течении).

## Данные водного реестра
По данным государственного водного реестра России, река Мостовка относится к Иртышскому бассейновому округу, речному бассейну Иртыша, речному подбассейну Тобола. Водохозяйственный участок — Реж (без реки Аяти от истока до Аятского гидроузла) и Нейва (от Невьянского гидроузла) до их слияния.
Код объекта в государственном водном реестре — 14010501812111200006761.